# ワールドミュージック
ワールドミュージック (英: World music) とは、アフリカ、ラテンアメリカ、アジア、バルカン半島、ケルト、ロマほか世界の各地域と民族の、多様な音楽を包括する音楽用語である。

## 定義
ワールド・ミュージックの定義としては、以下のような例を挙げることができる。
1.世界中の音楽文化を総称する意味
西洋の自文化中心主義を内包する「民族音楽」という語に代わって、民族音楽学の研究対象（全世界のすべての音楽）を指す語として、1970年代後半にアメリカの民族音楽学者を中心に広まった。最初はウェズリアン大学の民族音楽学者のロバート・エドワード・ブラウンが1960年代前半に造語した。
2.非西欧諸国のポピュラー音楽という意味
19世紀前後から始まった世界のグローバル化と音楽メディアの発達の影響から、ヨーロッパ音楽の要素を取り入れて非ヨーロッパ地域で作られた新しい音楽群を、民族音楽学者のブルーノ・ネトルは1985年の自著において「ワールドミュージック」と呼んだ。
この意味のワールドミュージックは世界の音楽を聴き手に届けるためのジャンル名として用いられるようになり、やがて意味を広げて伝統的な宗教音楽や民謡、ヨーロッパ周縁部や少数派の民俗音楽なども含まれるようになった。80年代後半から90年代前半にかけてこうした音楽がブームとなり、この意味が定着した。「ワールドビート」などとも言う。

## 概要：アカデミックな使用
この用語は民族音楽学者のロバート・エドワード・ブラウンが1960年代前半に造語したものである。当時彼はウェズリアン大学で学部生の教育・訓練を行っており、効果的に学習させるために、アフリカやアジアの演奏家たちを10人以上招いて一連のワールドミュージックコンサートを開催したのである。また、民族音楽学者のブルーノ・ネトルは、1985年の自著において、19世紀前後から始まった世界のグローバル化と音楽メディアの発達の影響から、ヨーロッパ音楽の要素を取り入れて非ヨーロッパ地域で作られた新しい音楽群を「ワールドミュージック」と呼んだ。

## 詳細：レコード業界での使用
「ワールド・ミュージック」は最初、学術の世界で非・西洋の音楽を指すために用いられた側面がある。もうひとつは、ピーター・バラカンや北中正和が共通して紹介している、イギリスのレコード店から分類が困難なレコードがあると意見が寄せられ、1987年に同国で始まったという説である。また輸入盤通販店「タムボリン」の店主で、元・音楽雑誌「包（Pao）」の編集長の船津潔は「ワールドミュージックという音楽用語は1987年のイギリスの音楽雑誌『フォーク・ルーツ』（のちに『エフルーツ』と名称を変更）に見ることができる。『フォーク・ルーツ』は11社11枚のCDを ”World Music” の名の下に広告を打った。これを機にワールドミュージックというジャンルが世界規模で始動した」と指摘する。ワールド・ミュージックは80年代後半には音楽界やレコード業界での流行語になっていた。
フランスでは、毎年、夏至の6月21日、フランスのさまざまな地域で "Fête de la Musique"（音楽祭）が開かれており、ここでは特定の地域の音楽に限定することなく、世界中の音楽の演奏家たちが参加しフランス全土で演奏する音楽祭である。また、この Fête de la Musique の日以外でも、世界各地の演奏家を招いて、フランスの音楽家と世界の音楽家の共演が見られる。
- ヨーロッパでは、夏場のバカンスシーズンに、各地（多くの場合、リゾート地）で、ワールドミュージックのフェスティバルが開催されている。ヨーロッパ各国だけでなく、中国など他の地域でも「World Music Day」という名のワールドミュージックの祭典が開かれている[10]。インド、ドイツ、イタリア、ギリシア、ロシア、オーストラリア、ペルー、ブラジル、エクアドル、メキシコ、カナダ、アメリカ、イギリスなどでの祭典がこれに当たる[11][12]。
- 1982年にピーター・ガブリエル がイギリスでウォーマッド (WOMAD, World of Music, Arts and Dance) [13]という音楽祭を主宰し、やがてこの音楽祭は、ヨーロッパ各地、アジア、アフリカのカナリア諸島などに広がった。

## 歴史
第二次世界大戦後には、マンボやチャチャチャ、ルンバ、タンゴといったラテン音楽も流行した。1960年代、1970年代には、ミリアム・マケバの「パタパタ」、ヒュー・マセケラの「グレイジング・イン・ザ・グラス」がヒットした。マヌ・ディバンゴやオシビサも活躍した。また、ミリー・スモールの「マイ・ボーイ・ロリポップ」やデスモンド・デッカーの「イズラエライツ」（「イスラエルちゃん」1969年）がイギリス発信でヒットした。さらにラテンでは、ホセ・アルベルト、ピート・ロドリゲス、ジョー・バターン、ジョー・クーバ、レイ・セプルベダ、ファニア・オールスターズらが活躍した。アメリカ白人のサイモン・アンド・ガーファンクルの「コンドルは飛んでゆく」が70年にヒットしている。この曲でフォルクローレの存在を知らしめたポール・サイモンは、1972年に「母と子の絆」でレゲエのリズムを紹介し、ワールド・ミュージックと関わったミュージシャンの先駆けとなった。ポール・サイモンは、1980年代に入ってからもワールド・ミュージックに関心を持ち続け、1986年にアルバム「グレイスランド」をヒットさせた。1960年代のヒッピー・ムーブメントやヒンズー教、瞑想、禅、ブッディズムなどの影響を受けたビートルズやローリング・ストーンズなどのロック・ミュージシャンたちは、インド音楽に傾倒した。インドのシタール奏者、ラヴィ・シャンカルは、ウッドストック・フェスティバルにも出演したことは、こういった時代背景があった。1973年には、マヌ・ディバンゴ（カメルーン）の「ソウル・マコッサ」がアメリカでヒットしている。
2000年代以降には、マヌ・チャオやフェルミン・ムルグサ、バルカン半島のタラフ・ドゥ・ハイドゥークス、ファンファーレ・チョカルリア、ノー・スモーキング・オーケストラらも紹介された。
「ワールド・ミュージック」が含みうる要素としては、音階組成や旋律のパターン、伝統的なリズム、和声など作曲技法に関わるものと、楽器の種類や発声などシステムの要素の融合によって形成される。また、ギターから変形したチャランゴのように、楽器自体が変質した音楽も含められる。

## 日本とワールドミュージック
日本では、1980年代以降に、キング・サニー・アデ、ユッスー・ンドゥール、サリフ・ケイタ、レディスミス・ブラック・マンバーゾ、オフラ・ハザなどが話題となった。ウォーマッドは、日本でも1991年から5年間開催された。細野晴臣が1989年にワールドミュージックをテーマにしたアルバム『オムニ・サイト・シーイング』を発表。また、日本の音楽グループで、ワールドミュージック風の楽曲を演奏する「上々颱風」などのグループも登場した。日本の三味線の演奏家や琴の演奏家や和太鼓の演奏家が外国から招かれて現地に飛び、当地の音楽家と、土着の音楽と日本の音楽を融合させた音楽を演奏する活動も行われている。2000年4月から2013年3月まで、NHK-FMで『ワールドミュージックタイム』が放送された（DJ：北中正和）。2012年4月2日から、NHK-FM『音楽遊覧飛行』の「エキゾチッククルーズ」で、ワールドミュージックが紹介されている（DJ：サラーム海上）。

## 地域別のワールド・ミュージック

### アフリカ

#### サブサハラアフリカ
- 砂漠のブルース（マリ共和国、モーリタニア、ニジェール、アルジェリア）
- ハイライフ（ガーナ、シエラレオネ、ナイジェリア）
- パームワイン（Palm-wine music）（シエラレオネ、リベリア、ガーナ）
- ンバラ（セネガル）
- グリオの音楽（セネガルなど西アフリカ諸国）
- スークース（コンゴ民主共和国）
- マコッサ（カメルーン）
- マラベンタ（モザンビーク）
- ボンゴフレーバー（タンザニア）
- タアラブ（ザンジバル）
- ティジータ（Tizita）（エチオピア）

##### ナイジェリア
- アフロビート（アフロ・ファンク）
- ジュジュ（Jùjú）
- フジ（Fuji）
- サカラ（Sakara）

##### アンゴラ
- センバ
- キゾンバ
- クドゥーロ

##### 南アフリカ
- クウェラ（Kwela）
- クワイト（Kwaito）
- ムバカンガ
- ムブーベ
- イシカタミア

#### マグリブ
- ライ（アルジェリア）
- カビール（Kabyle）（アルジェリアのベルベル人の音楽）
- グナワ（Gnawa）（モロッコ、アルジェリア）
- シャアビ（Chaabi）（アルジェリア、モロッコ）
- ヌーバ（Nubah）（チュニジア、アルジェリア、モロッコ）
- ジャジューカの音楽 （モロッコ）

#### インド洋の島
- マロヤ（Maloya）（レユニオン）
- セガ（Sega）（モーリシャス）

#### 大西洋の島：カーボ・ヴェルデなど
- モルナ（Morna）（カーボ・ヴェルデ）

### ラテンアメリカ
- フォルクローレ（アンデス：ペルー、ボリビア、チリ）
- タンゴ（アルゼンチン、ウルグアイ）
- カンドンベ（アルゼンチン、ウルグアイ）
- グアラニア（パラグアイ）
- アフロ・ペルー（ペルー）
- ホローポ（ベネスエラ）

#### メキシコ
- マリアッチ
- ランチェーロ
- ノリード
- バンダ

#### コロンビア
- クンビア
- バジェナート

#### ブラジル
- サンバ
- ボサノヴァ
- ショーロ
- MPB
- ノルデスチ
- フォホー
- アシェー
- ランバダ

#### カリブ海
- サルサ（プエルトリコ）
- メレンゲ（ドミニカ共和国）
- コンパ（Compas）（ハイチ）

##### ジャマイカ
- レゲエ
- スカ
- ロックステディ
- メント

##### キューバ
- ルンバ
- マンボ
- チャチャチャ
- ソン

##### フランス領アンティル
- ビギン（Biguine）
- ズーク

##### トリニダード・トバゴ
- カリプソ
- ソカ
- スティールパン

### アジア

#### 東アジア
- 朝鮮半島の音楽
  - アリラン
  - パンソリ
  - トラジ
  - トロット
- 台湾の音楽
  - 台湾原住民の音楽
  - 口琴音楽
- 中国の音楽
  - 二胡音楽など
- モンゴルの音楽
  - ホーメイ
  - オルティンドー
- ロシア連邦トゥバ共和国の音楽
  - ホーメイ
- 日本の音楽
  - 島唄（奄美群島の民謡）
  - 琉球民謡（沖縄）
  - アイヌ音楽
  - 邦楽
    - 雅楽、能楽、民謡、吟詠、浪曲 など
    - 津軽三味線、筝、和太鼓、尺八など和楽器の演奏家の音楽

#### 東南アジア
- タイの音楽
  - ルクトゥン（Luk Thung）
  - モーラム
- マレーシアの音楽
  - ムラユー
  - ナシッド
- インドネシアの音楽
  - ガムラン
  - ケチャ
  - クロンチョン
  - ダンドゥット（Dangdut）
  - ファンコット

#### 南アジア
- インドの音楽
  - インドの伝統音楽
    - タブラ、シタール など
    - ヒンドゥスターニー音楽（北インド）
    - カルナータカ音楽（Carnatic Music）（南インド）
    - ガザル

  - ボリウッド音楽（プレイバックシンガー）
  - バングラ（パンジャーブ）
- カッワーリー（パキスタン）

#### 西アジア
- イランの音楽
  - ペルシア古典音楽
  - イラン・ポップ
- ムガム（アゼルバイジャン）
- ラビズ（Rabiz）（アルメニア）

##### アラブ音楽
- マワール（Mawwal）（エジプト）
- ダブケ（Dabke）（レバノン、シリア、パレスチナ、ヨルダン）
- ベドウィンの音楽（Bedouin Music）
- クウェート、バーレーンの音楽
  - フィジーリー（Fidjeri）
  - サウート（Sawt）
  - リーワー（Liwa）
- アラブ演歌
  - アル・ジール（Al Jeel）（エジプト）
  - シャアビ（Shaabi）（エジプト）
  - シャバービー（レバノンなど）
  - ハリージ（Khaleeji）（アラブ首長国連邦、サウジアラビア、クウェート、バーレーン など）

##### トルコ音楽
- オスマン古典音楽
- サナート
- ハルク（Halk）
- カント（Kanto）
- アラベスク（Arabesque）
- アナトリアン・ロック
- メフテル
- ロマ(ジプシー)音楽

##### ユダヤ系音楽
- ミズラヒ（Mizrahi）（イスラエル）
- セファルディ（Sephardi）（スペイン系・南欧系ユダヤ）
- クレズマー（東欧系ユダヤ）
- アシュケナージ系（ドイツ系・東欧系ユダヤ）

### ヨーロッパ

#### フランス、イタリア、スペイン、東欧、ロマなど
- シャンソン（フランス）
- カンツォーネ（イタリア）
- フラメンコ、バスク音楽、マジョルカ島の音楽（スペイン）
- ファド（ポルトガル）
- アイルランド音楽 （アイルランド）
- ポルカ（チェコ、スロバキア、ポーランド）
- ヨイク（北欧各国）
- クレズマー（東欧系ユダヤ人、アシュケナジムの音楽）
- ハンガリー系音楽（ハンガリー、スロバキア、ルーマニア、クロアチア、オーストリア・ブルゲンラント州）
  - チャールダーシュ
  - ロマ(ジプシー)音楽
- フィンランドの音楽
  - ペリマンニ音楽
  - カンテレ
- ラトビア歌謡

#### ドイツ系音楽（ドイツ・オーストリア・スイス・アルザス・ドイツ植民など）
- ヨーデル（アルプス地方）
- ポルカ（ドイツ、オーストリア）
- フォルクス・ムジーク（アルプス地方、バイエルン州）

#### バルカン半島の音楽
- セヴダリンカ（Sevdalinka）（ボスニア・ヘルツェゴビナ）
- チョチェク
- チフテテリ
- レベティコ（ギリシャ）
- ブルガリアン・ボイス（ブルガリア）
- タラヴァ（Tallava）（コソボ）
- ロマ(ジプシー)音楽
  - バルカン・ブラス（Balkan Brass）
- ポップ・フォーク
  - ライカ（ギリシャ）
  - チャルガ（ブルガリア）
  - ターボ・フォーク（セルビア）
  - マネーレ（ルーマニア）
  - ポプローレ（アルバニア）

#### ロシア/トゥヴァ
- - ロシア民謡（ロシア）
  - ホーメイ（トゥヴァ共和国）

### 北アメリカ

#### アメリカ
- カントリー・ミュージック
- ブルーグラス
- ザディコ
- ケイジャン
- テハノ・ミュージック
- ヒルビリー、マウンテン・ミュージック
- アパラチア・フォーク・ミュージック （Appalachian folk music）
- オールドタイム・ミュージック（Old-time music）
- クリスチャン・ミュージック、ホワイト・ゴスペル

#### カナダ
- イヌイットの音楽

### オセアニア
- ハワイアン（ハワイ）

* 英語圏によるもの